# Teatro Lambe Lambe

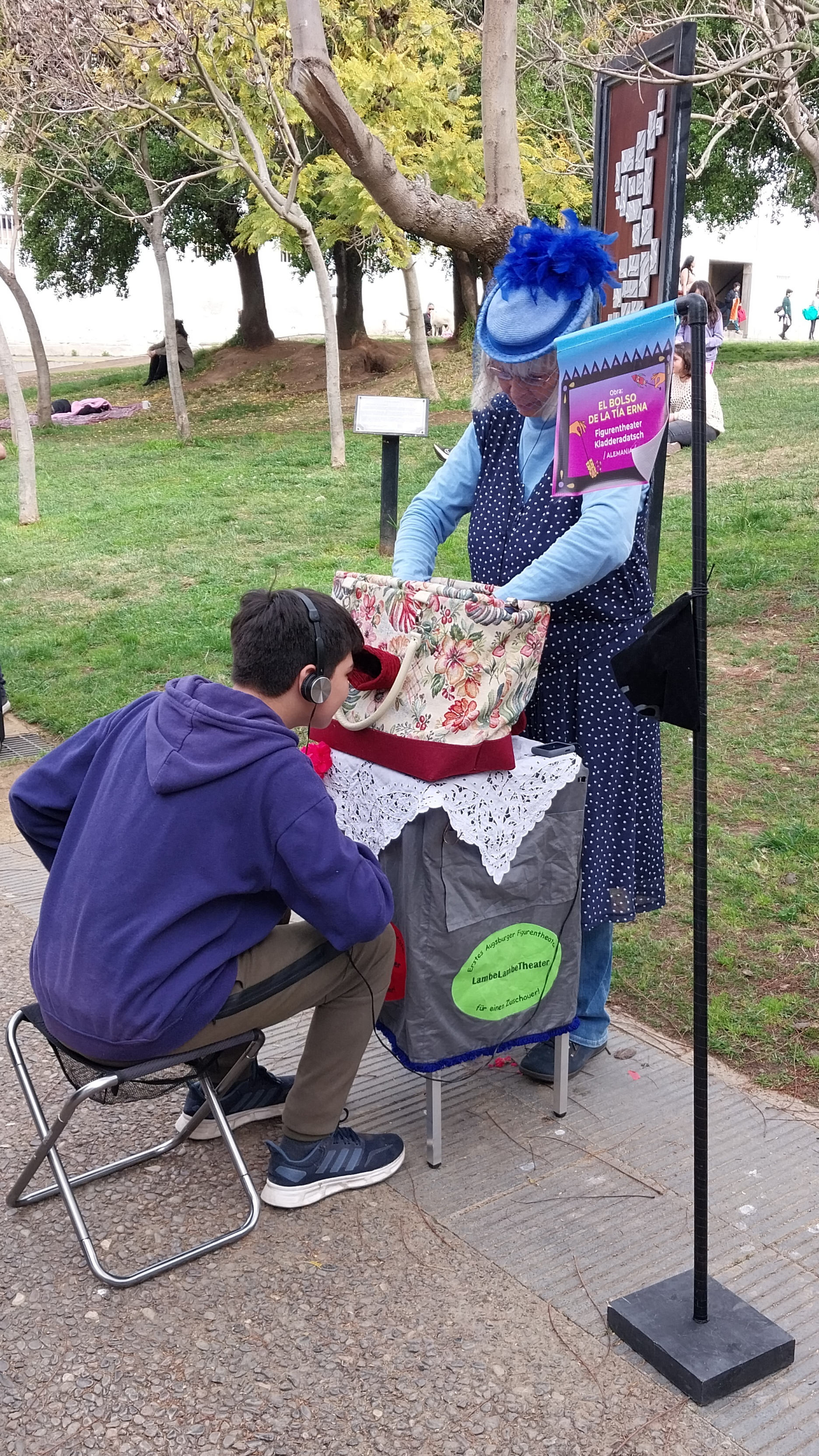
Teatro Lambe Lambe en el parque cultural ex-carcel Valparaíso durante el octavo festival de Lambe Lambe de Valparaíso

El teatro Lambe Lambe es un tipo de teatro de animación de pequeños muñecos y objetos que están acompañados por un relato y/o música dentro de una caja escénica. Este tipo de teatro está diseñado para ser mostrado solo a una persona a la vez, a través de un visor.

## Historia

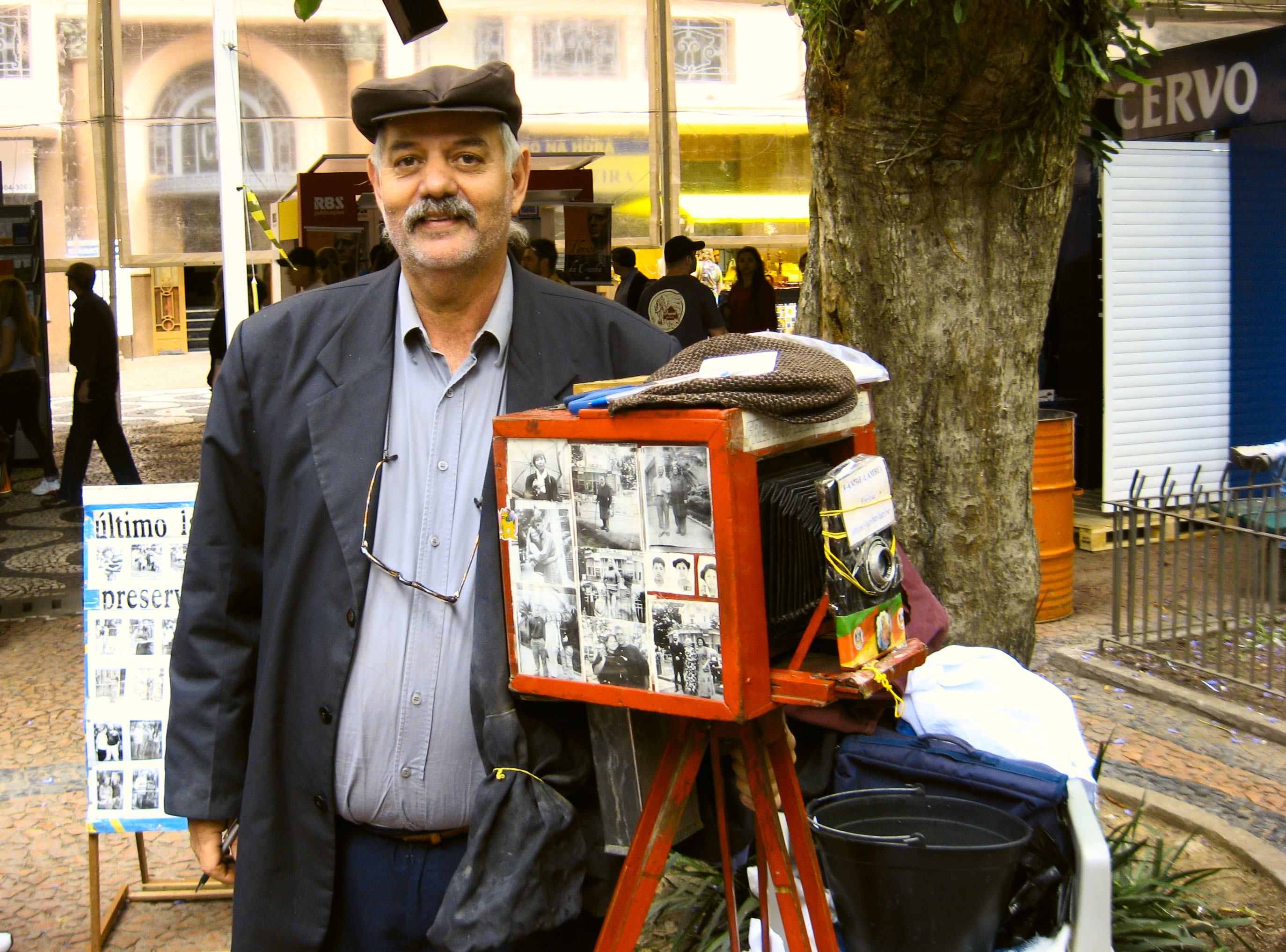
Fotógrafo Lambe Lambe en Porto Alegre.

El teatro Lambe Lambe se inició en Brasil en el año 1989 con Denise dos Santos e Ismine Lima en la Provincia de Bahía, Brasil. Usaron una cámara de fotógrafo Lambe Lambe (llamada fotógrafos minuteros o de cajón en Chile) para poder representar una escena de parto con títeres.
La compañía OANI llevó este tipo de teatro a Chile en 2007.
Desde 2014, varias ediciones del Festilambe (Festival Internacional de Teatro Lambe Lambe) fueron organizadas por OANI.

## Método
El show no suele durar más de 3 minutos y es solo para ser visto por una persona pero puede ser observable máximo para tres. En el teatro Lambe Lambe se observan situaciones teatrales donde los personajes suelen ser muñecos a pequeña escala. El actor/manipulador se ubica en el lado opuesto de la caja y pone en escena la obra, manipulando la iluminación, el sonido, utilería, y objetos. Lo más común es que sea un teatro hecho con personajes creados por el mismo manipulador, pero también puede ser un teatro de solo sombras o con los dedos. La temática, historia, música y diseño de la caja es totalmente libre.